# Cybister operosus
Cybister operosus är en skalbaggsart som beskrevs av Sharp 1882. Cybister operosus ingår i släktet Cybister och familjen dykare. Inga underarter finns listade i Catalogue of Life.